# Doridoxa
Doridoxidae is een geslacht van weekdieren uit de klasse van de Gastropoda (slakken).

## Soorten
De volgende soorten zijn bij het geslacht ingedeeld:
- Doridoxa benthalis Barnard, 1963
- Doridoxa ingolfiana Bergh, 1899
- Doridoxa walteri (Krause, 1892)